# Indonézia az 1976. évi nyári olimpiai játékokon
Indonézia a kanadai Montréalban megrendezett 1976. évi nyári olimpiai játékok egyik részt vevő nemzete volt. Az országot az olimpián 5 sportágban 7 sportoló képviselte, akik érmet nem szereztek.

## Atlétika
Női
| Versenyző           | Versenyszám | Előfutam | Előfutam | Előfutam | Negyeddöntő | Negyeddöntő | Negyeddöntő | Elődöntő | Elődöntő | Elődöntő | Döntő   | Döntő    |
| Versenyző           | Versenyszám | Idő      | Hely.    | Össz.    | Idő         | Hely.       | Össz.       | Idő      | Hely.    | Össz.    | Idő     | Helyezés |
| ------------------- | ----------- | -------- | -------- | -------- | ----------- | ----------- | ----------- | -------- | -------- | -------- | ------- | -------- |
| Carolina Rieuwpassa | 100 m       | 11,98    | 7.       | 34.      | kiesett     | kiesett     | kiesett     | kiesett  | kiesett  | kiesett  | kiesett | kiesett  |
| Carolina Rieuwpassa | 200 m       | 24,86    | 7.       | 33.      | kiesett     | kiesett     | kiesett     | kiesett  | kiesett  | kiesett  | kiesett | kiesett  |

## Íjászat
| Versenyző         | Versenyszám  | 1. forduló | 1. forduló | 2. forduló | 2. forduló | Összesítés | Összesítés |
| Versenyző         | Versenyszám  | Pont       | Hely.      | Pont       | Hely.      | Pont       | Helyezés   |
| ----------------- | ------------ | ---------- | ---------- | ---------- | ---------- | ---------- | ---------- |
| Donald Pandiangan | Férfi egyéni | 1191       | 11.        | 1162       | 26.        | 2353       | 19.        |
| Leane Suniar      | Női egyéni   | 1134       | 15.        | 1218       | 4.         | 2352       | 9.         |

## Ökölvívás
| Versenyző             | Versenyszám  | Selejtező         | 32-es főtábla                      | Nyolcaddöntő                | Negyeddöntő       | Elődöntő          | Döntő             | Helyezés |
| Versenyző             | Versenyszám  | Ellenfél Eredmény | Ellenfél Eredmény                  | Ellenfél Eredmény           | Ellenfél Eredmény | Ellenfél Eredmény | Ellenfél Eredmény | Helyezés |
| --------------------- | ------------ | ----------------- | ---------------------------------- | --------------------------- | ----------------- | ----------------- | ----------------- | -------- |
| Syamsul Harahap       | Kisváltósúly | erőnyerő          | Moro Tahiru (GHA) · nem vett részt | Calistrat Cuţov (ROU) · 0-5 | kiesett           | kiesett           | kiesett           | 9.       |
| Frans van Bronckhorst | Váltósúly    | erőnyerő          | Robert Dauer (AUS) · 0-5           | kiesett                     | kiesett           | kiesett           | kiesett           | 17.      |

## Súlyemelés
| Versenyző       | Versenyszám | Szakítás | Szakítás | Lökés    | Lökés    | Összesen | Helyezés |
| Versenyző       | Versenyszám | Eredmény | Helyezés | Eredmény | Helyezés | Összesen | Helyezés |
| --------------- | ----------- | -------- | -------- | -------- | -------- | -------- | -------- |
| Warino Lestanto | 67,5 kg     | 110,0    | 20.      | 145,0    | 15.      | 255,0    | 17.      |

## Úszás
Férfi
| Versenyző   | Versenyszám  | Előfutam | Előfutam | Előfutam | Elődöntő | Elődöntő | Elődöntő | Döntő   | Döntő    |
| Versenyző   | Versenyszám  | Idő      | Hely.    | Össz.    | Idő      | Hely.    | Össz.    | Idő     | Helyezés |
| ----------- | ------------ | -------- | -------- | -------- | -------- | -------- | -------- | ------- | -------- |
| Kris Sumono | 100 m gyors  | 55,50    | 7.       | 38.      | kiesett  | kiesett  | kiesett  | kiesett | kiesett  |
| Kris Sumono | 200 m gyors  | 2:01,12  | 7.       | 48.      |          |          |          | kiesett | kiesett  |
| Kris Sumono | 400 m gyors  | 4:17,48  | 7.       | 42.      |          |          |          | kiesett | kiesett  |
| Kris Sumono | 1500 m gyors | 17:09,17 | 6.       | 29.      |          |          |          | kiesett | kiesett  |